# Вечерский, Михаил Иванович
Михаил Иванович Вечерский (30.10.1919 — 07.07.1999) — передовик советского сельского хозяйства, управляющий отделением совхоза «Труд» Гиагинского района Адыгейской автономной области (ныне — Республики Адыгея). Участник Великой Отечественной войны. Герой Социалистического Труда (30.04.1966).

## Биография

### Ранние годы
Родился в 1919 году в селе Луговики Чернухинского района Полтавской области. Отец погиб на Гражданской войне, вскоре умерла и мать. Воспитывался в детдоме, а когда подрос, послали учиться в школу ФЗО в городе Енакиево, где он получил специальность электрослесаря. После окончания школы работал электриком местного коксохимического завода.

### На фронтах Великой Отечественной войны
10 октября 1939 года призван Орджоникидзевским ГВК в Красную армию, а уже через полтора года началась Великая Отечественная война. Оборонял Москву, воевал на Кавказе, участвовал в прорыве «Голубой линии». Здесь, на фронте, в 1944 году стал членом КПСС.
В боях участвовал:
- С 11.1942 года по 06.1943 года — электромеханик 3-го стрелкового полка, сводного отряда Сухумской стрелковой дивизии Северо-Кавказского фронта;
- С 06.1943 года по 05.45 года — шофёр 10 стр. дивизии Северо-Кавказского фронта.

Дважды ранен в 1943 году и в марте 1945 года.

### После войны
Демобилизовавшись из армии, в 1946 году приехал на Кубань, поступил в совхоз «Труд». Здесь он работал трактористом, руководил тракторной бригадой, а в 1956 году его назначили управляющим первым отделением.
В 1950 году получил первую трудовую награду — медаль «За трудовую доблесть». В последующие годы, росла урожайность полей, продуктивность ферм. Отделение стало ведущим в совхозе. Переломным периодом явились годы седьмой пятилетки. Отделение ежегодно получало устойчивые урожаи: пшеницы — 35—37 центнеров, кукурузы — 45—50 с гектара. Повысилась урожайность подсолнечника.
В 1965 году с каждого из 240 гектаров было получено по 24,3 центнера маслосемян подсолнечника. Причём фактическая себестоимость продукции была значительно ниже плановой.
Хорошо проработали в этом году и животноводы отделения. Они произвели и продали государству много мяса и молока, значительно снизив при этом нормы затрат труда и средств. Только за счёт этого сэкономлено около 40 тысяч рублей.
За успехи, достигнутые в увеличении производства и заготовок подсолнечника, Указом Президиума Верховного Совета СССР от 30 апреля 1966 года Вечерскому Михаилу Ивановичу — управляющему отделением совхоза «Труд» присвоено звание Героя Социалистического Труда с вручением ордена Ленина и золотой медали «Серп и Молот».
Труженики отделения в последующие годы добились почётного звания — «Отделение высокой культуры земледелия». Урожайность зерновых превысила 44 центнера, а озимой пшеницы — 45 центнеров с гектара. Перекрыли задания по производству сельскохозяйственной продукции и сдали сверх пятилетнего плана 5,5 тысяч тонн зерна, много подсолнечника, молока и других продуктов. Выход продукции на одного работающего составил 137 процентов к заданию, значительно снижена её себестоимость.
За достигнутые успехи М. И. Вечерский награждён орденом Октябрьской Революции. Награждён медалью «За доблестный труд. В ознаменование 100-летия со дня рождения В. И. Ленина». Был участником и награждался медалями ВДНХ.
Избирался членом Адыгейского обкома КПСС и Гиагинского райкома КПСС, депутатом Адыгейского областного Совета народных депутатов. Персональный пенсионер союзного значения.
Умер от фронтовых ран 7 июля 1999 года.

## Награды
- Медаль «Серп и Молот» (30.06.1966);
- Орден Ленина (30.06.1966)
- Орден Октябрьской Революции
- Орден Отечественной войны I степени[2] (1985)
- Медаль «За оборону Москвы»
- Медаль «За оборону Кавказа»
- Медаль «В ознаменование 100-летия со дня рождения Владимира Ильича Ленина» (6 апреля 1970)
- Медаль «За победу над Германией в Великой Отечественной войне 1941—1945 гг.» (9 мая 1945[3])
- Медаль «За трудовую доблесть»
- Юбилейная медаль «Двадцать лет Победы в Великой Отечественной войне 1941—1945 гг.» (7 мая 1965[4])
- Юбилейная медаль «Тридцать лет Победы в Великой Отечественной войне 1941—1945 гг.»[5]

## Память
- На могиле установлен надгробный памятник.
- Имя Героя золотыми буквами вписано на мемориальной доске в Краснодаре.
- Занесён в Книгу почёта района и на аллею Трудовой Славы Гиагинского района.